# Mananteninamijn
De Mananteninamijn is een mijn in Madagaskar, gelegen in de regio Anosy, nabij de plaats Manantenina. De mijn herbergt met een geschatte 165 miljoen ton een van de grootste voorraden bauxiet in Madagaskar met 41% aluminiumoxide.